# Торбен Піхнік
Торбен Піхнік (дан. Torben Piechnik; 21 травня 1963, Геллеруп, Данія) — у минулому данський футболіст, переможець Чемпіонату Європи 1992 року в Швеції. Має польське коріння.

## Кар'єра
Торбен народився в Геллерупі та розпочав свою кар'єру у столичному клубі «КБ», який виступав у Першому дивізіоні Чемпіонату Данії. У 1988 році він перейшов до «Ікасту», за який грав протягом наступних двох сезонів. У 1990 році він приєднався до «Б 1903», а в листопаді 1991 року отримав свій перший виклик до збірної Данії. У складі збірної він виграв Чемпіонат Європи 1992 року, на який його команда потрапила в останній момент після того, як з розіграшу в терміновому порядку було знято збірну Югославії. Торбен розпочинав турнір як запасний гравець, але травма Генріка Андерсена у півфіналі дозволила йому проявити себе на змаганнях.
Після закінчення турніру він разом з більшістю гравців «Б 1903» увійшов до складу «Копенгагена», клубу, який утворився шляхом злиття «Б 1903» та «БК Копенгаген». У вересні 1992 року, провівши лише сім ігор за новостворений клуб, він перейшов у «Ліверпуль», який тоді тренував Грем Сунес, ставши одним із перших іноземців, які виступали в англійській Прем'єр-Лізі (саме з сезону 1992/1993 Прем'єр-Ліга Перший дивізіон). Сунес, який незадовго до цього розлучився з цілою низкою сильних футболістів «Ліверпуля», придбав захисника, який щойно став чемпіоном Європи. Проте в англійській лізі гравець не заграв.
19 вересня 1992 року в дебютному матчі Піхніка за «Ліверпуль» проти «Астон Вілли» на «Вілла Парк» «червоні» програли з рахунком 2:4, причому два голи у ворота своєї колишньої команди забив ексгравець «Ліверпуля» Дін Сондерс. Певною мірою цей результат став наслідком слабкої гри Торбена. Він провів у тому сезоні ще 15 матчів у лізі за «Ліверпуль» (23 у всіх турнірах за сезон), але наступного року з'явився на полі лише раз. А коли в січні 1994 року Сунесса змінив Рой Еванс, стало остаточно зрозуміло, що Пехнік не зможе повернути собі місце в основі, і він попросив виставити його на трансфер.
Влітку того ж року Еванс продав Торбена в «Орхус». У 1996 році у складі цього клубу він виграв кубок Данії й був викликаний до збірної, яка мала захистити свій титул на Чемпіонаті Європи в Англії. Після невдалого для данців турніру Піхнік завершив виступи за збірну, але ще три роки виступав за «Орхус».
Зараз він поєднує роботу агента з нерухомості та масажиста, а також продовжує грати в Данії за команди ветеранів.

## Титули і досягнення
- Чемпіон Європи: —1992
- Володар Кубка Данії: «Орхус» 1996